# Хорватский сабор
Хорва́тский са́бор (хорв. Hrvatski sabor) — однопалатный представительный и законодательный орган (парламент) Хорватии. Историческое название — «Сабор».

## История
Слово «сабор» славянского происхождения и означает собрание (собор, см. Земский Собор). В значении хорватского парламента это слово впервые было применено в 1848 году в годы хорватской революции 1848 года, однако очень быстро этот Сабор распустился, передав всю власть бану Елачичу. Новый Сабор был созван лишь 15 апреля 1861 года.

## Состав
Состоит из депутатов, число которых варьируется от 100 до 160. Сабор избирается путём прямого всеобщего тайного голосования на четырёхлетний срок. Мандаты депутатов могут быть продлены исключительно во время военного положения.
Сейчас работает девятый созыв парламента Хорватии. Он был образован 14 октября 2016 года на основе результатов выборов, состоявшихся 11 сентября 2016 года. В парламент избран 151 депутат.
Главой Сабора является Председатель (хорв. Predsjednik). 5 мая 2017 года, на 3-й сессии парламента Председателем был избран Гордан Яндрокович, член партии Хорватское демократическое содружество.

## Двухпалатный сабор 1990—2001 годов
Согласно конституции Хорватии 1990 года, Сабор состоял из двух палат:
- Палата депутатов (хорв. Zastupnički dom), выбираемая прямым голосованием;
- Палата жупаний (хорв. Županijski dom), в которую 21 жупания назначала по 3 своих представителя без учёта числа жителей.

## Депутатский состав Сабора после выборов 2011 года
| Избирательный список                                        | Места |
| ----------------------------------------------------------- | ----- |
| Социал-демократическая партия Хорватии (SDP)                | 61    |
| Хорватская народная партия — Либеральные демократы (HNS-LD) | 13    |
| Хорватская партия пенсионеров (HSU)                         | 3     |
| Демократическая ассамблея Истрии (IDS-DDI)                  | 3     |
| Хорватское демократическое содружество (HDZ)                | 44    |
| Хорватская гражданская партия (HGS)                         | 2     |
| Демократический центр (DC)                                  | 1     |
| Хорватские лейбористы — Партия труда (HL-SR)                | 6     |
| Хорватский демократический союз Славонии и Бараньи (HDSSB)  | 6     |
| Независимый список Ивана Грубишича                          | 2     |
| Хорватская крестьянская партия (HSS)                        | 1     |
| Хорватская партия права д-ра Анте Старчевича (HSP)          | 1     |
| Хорватская партия права (HSP)                               | -     |
| Хорватская социал-либеральная партия (HSLS)                 | -     |
| Остальные                                                   | -     |
| Независимая демократическая сербская партия (SDSS)          | 3     |
| Другие национальные меньшинства                             | 5     |
| Всего                                                       | 151   |